# Хартолгинское сельское муниципальное образование
Хартолгинское сельское муниципальное образование — сельское поселение в Яшкульском районе Калмыкии. Административный центр и единственный населённый пункт в составе поселения - посёлок Хар-Толга.

## География
Поселение расположено в южной части Яшкульского района, в пределах Прикаспийской низменности.
Хартолгинское СМО граничит:
- на западе и севере с Гашунским СМО;
- на востоке и юге с Яшкульским СМО Яшкульского района;
- на юго-востоке с Утсалинским СМО Ики-Бульского района.

### Климат
Климат СМО резко континентальный с жарким и очень сухим летом и умеренно холодной и малоснежной зимой. Территория характеризуется значительным показателям суммарной солнечной радиации, выраженным годовым ходом температуры воздуха, небольшим количеством выпадающих осадков (среднегодовое количество - 251 мм). Малое количество осадков в сочетании с высокими температурами обусловливают сухость воздуха и почвы, а, следовательно, и большую повторяемость засух и суховеев. Общее число дней с суховеями составляет 100 - 120 дней.
Гидрография
Природная водообеспеченность не удовлетворяет потребностям производственных, сельскохозяйственных и социальных нужд. Практически все во-
дотоки в летнее время пересыхают. Вода рек и озёр сильно минерализована.
Почвы
Почвы формируются на молодых породах каспийской морской толщи и поэтому отличаются высокой остаточной засоленностью. Основной тип почв, распространённый на территории СМО - бурые полупустынные солонцеватые почвы, которые залегают, в основном, в комплексах с солонцами.

## Население
| 2002 | 2010 | 2011 | 2012 | 2013 | 2014 | 2015 |
| ---- | ---- | ---- | ---- | ---- | ---- | ---- |
| 417  | ↘407 | ↗411 | ↘398 | ↗401 | ↘396 | ↘382 |
| 2016 | 2017 | 2018 | 2019 | 2020 | 2021 |      |
| ↘373 | ↗381 | ↗384 | ↗397 | ↗415 | ↗465 |      |

Численность населения СМО на начало 2012 года составляет 457 человек. Главной проблемой демографического характера для Хартолгинского СМО выступает миграционный отток населения. Миграционная убыль населения в Хартолгинском СМО составляет в среднем за год 2 человека в абсолютных показателях.

### Национальный состав
В муниципальном образовании проживают представители 10 народов. В этнической структуре преобладают калмыки (83,1 %). На них приходится более 80% населения муниципального образования. Доли русских и даргинцев составляют 6,4% и 6,8% соответственно. Ещё 3,6% населения приходится на казахов и 1,8% на немцев. Доли остальных этносов незначительны и составляют менее 1%
.

## Состав сельского поселения
| № | Населённый пункт | Тип населённого пункта          | Население |
| - | ---------------- | ------------------------------- | --------- |
| 1 | Хар-Толга        | посёлок, административный центр | ↗465      |

## Экономика
В экономической специализации Хартолгинского СМО определяющее значение занимает агропромышленный комплекс, представленный мясным животноводством и мясо-шерстным овцеводством. Селообразующее предприятие - открытое акционерное общество «Хар-Толга». На территории СМО осуществляют деятельность 11 КФХ и 2 индивидуальных предпринимателя

## Транспортная инфраструктура
К административному центру поселения - посёлку Хар-Толга имеется асфальтированный подъезд (15 километров) от федеральной автодороги Р216 Ставрополь - Элиста - Астрахань.